# Robert Reinick
Robert Reinick (Gdańsk, 22 de febrer de 1805 - Dresden, 7 de febrer de 1852) fou un pintor i poeta alemany.
Fill d'un empresari, va realitzar la seva educació primària a la seva ciutat natal, traslladant-se el 1825 a Berlín on va estudiar a l'acadèmia d'art. Va ser estudiant del pintor Begas el 1827 i va trabar amistat amb Franz Kugler, Adelbert von Chamisso, i Joseph von Eichendorff que li varen donar suport en la seva vocació com a escriptor.
Va continuar els seus estudis a Düsseldorf el 1831 ja com a escriptor, on va publicar "Liederbuch für Deutsche Künstler" ("llibre de partitures per a artistes alemanys") (Berlín 1833) i "Lieder eines Malers mit Randzeichnung seiner Freunde"  ("Cançons d'un pintor amb dibuixos dels seus amics als marges ") el 1838.
Posteriorment Robert Reinick va viatjar a Itàlia, i després d'unes estades curtes a Gräfenberg i a Gdańsk, abans de residir definitivament a Dresden.
La primera edició de les seves "Lieder" varen aparèixer el 1844.
Tot i el seu interès per l'escriptura i uns problemes de visió, mai va voler abandonar la pintura. Els seus darrers anys, es va especialitzar en llibres per a nens. Es va publicar pòstumament un recull de la seva poesia i escrits titulat "Märchen, Lieder und Geschichtenbuch" ("Llibre de rondalles, cançons i contes").